# Madhu Kinnar
Madhu Bai Kinnar é o prefeito de Raigarh em Chhattisgarh, Índia.  Concorrendo como candidato independente, Madhu venceu a eleição para prefeito da Corporação Municipal de Raigarh, garantindo 33.168 votos e derrotando o rival mais próximo, Mahaveer Guruji, do partido no poder BJP, por 4.537 votos. Ela é a única prefeita abertamente transgênero da Índia. 

## Antes das eleições
Madhu Bai era anteriormente conhecido como Naresh Chauhan e tem uma educação de oitava série. Quando adolescente, Madhu deixou sua família para se juntar à comunidade transgênero local. Ela pertence à comunidade Dalit na Índia.
Antes de assumir o cargo, Madhu Bai ganhava a vida fazendo biscates e cantando e dançando nas ruas de Raigarh e se apresentando em trens que faziam a rota Howrah-Mumbai. Ela concorreu ao cargo de prefeito com um orçamento de 60.000 a 70.000 rúpias, dizendo que foi por insistência de alguns cidadãos magoados que ela decidiu disputar as eleições. 
Antes de Madhu, Kamla Jan foi eleita a primeira prefeita transgênero da Índia em Katni . Sua candidatura foi declarada "nula" porque ela disputou na categoria feminina. 

## Na política
Madhu Kinnar deseja trabalhar como líder independente, em vez de se juntar a um partido político. Sua vitória eleitoral em 4 de janeiro de 2015 ocorreu cerca de nove meses após o veredicto da Suprema Corte NALSA, que deu reconhecimento legal às pessoas trans na Índia. Na primeira reunião da Corporação Municipal de Raigarh, os membros do Congresso e do BJP fizeram uma paralisação, resultando no adiamento da reunião.
Uma parte crucial de sua agenda tem sido o saneamento. Em entrevista ao The Guardian, ela afirma que “Não havia calçadas adequadas. Os becos estavam sujos e cheios de lixo. Pobres, abandonados na velhice, dormiam nas ruas sem nada para mantê-los aquecidos. Decidimos fazer algo – concorrendo a esta eleição.” Alguns de seus eleitores também sugeriram que ela se dedicasse à limpeza e enchimento de lagos e lagoas, bem como à criação de pequenos parques e jardins. Ela também estará trabalhando no redirecionamento do tráfego de caminhões para as estradas externas da cidade.